# Pterostichus ovalipennis
Pterostichus ovalipennis är en skalbaggsart som beskrevs av Thomas Casey. Pterostichus ovalipennis ingår i släktet Pterostichus och familjen jordlöpare. Inga underarter finns listade i Catalogue of Life.